# Ottone II del Monferrato
Ottone II degli Aleramici (1015 – 20 novembre 1084), figlio del marchese Guglielmo III degli Aleramici e di Waza, fu marchese del Monferrato dal 1042 alla morte.

## Biografia

### Giovinezza
Ottone II era figlio del marchese Guglielmo III degli Aleramici e di Waza, e nacque in Piemonte intorno all'anno 1015.
Le notizie biografiche riguardanti la sua vita sono molto scarse. Certamente viene citato in un documento datato 1040. 
Nel 1042, alla morte del padre, divenne marchese del Monferrato e il fratello Enrico governò con lui fino alla sua morte, avvenuta nel 1045.

### Matrimonio
Sposò Costanza di Savoia, figlia del conte Amedeo II di Savoia, che gli diede tre figli maschi.

### Morte
Ottone II morì il 20 novembre 1084 e gli succedette il figlio Guglielmo con il nome di Guglielmo IV.

## Discendenza
Dall'unione con Costanza di Savoia nacquero tre figli:
- Guglielmo IV degli Aleramici (1030 – 1100), succedette al padre nel Marchesato del Monferrato;
- Ardizzone (o Arrigo) degli Aleramici (... – dopo il 1126), da lui discendono i Marchesi di Occimiano.[3]

## Ascendenza
|                              |   |   | Genitori |  |  | Nonni |  |  | Bisnonni               |  |  | Trisnonni                  |  |
|                              |   |   |          |  |  |       |  |  | Aleramo del Monferrato |  |  | Guglielmo I del Monferrato |  |
|                              |   |   |          |  |  |       |  |  | Aleramo del Monferrato |  |  | Guglielmo I del Monferrato |  |
|                              |   | … |          |  |  |       |  |  | Aleramo del Monferrato |  |  |                            |  |
| Ottone I del Monferrato      |   |   |          |  |  |       |  |  | Aleramo del Monferrato |  |  |                            |  |
|                              |   | … | …        |  |  |       |  |  |                        |  |  |                            |  |
|                              |   | … | …        |  |  |       |  |  |                        |  |  |                            |  |
|                              |   | … | …        |  |  |       |  |  |                        |  |  |                            |  |
| Guglielmo III del Monferrato |   | … |          |  |  |       |  |  |                        |  |  |                            |  |
|                              |   | … | …        |  |  |       |  |  |                        |  |  |                            |  |
|                              |   | … | …        |  |  |       |  |  |                        |  |  |                            |  |
|                              |   | … | …        |  |  |       |  |  |                        |  |  |                            |  |
| …                            |   | … |          |  |  |       |  |  |                        |  |  |                            |  |
|                              |   | … | …        |  |  |       |  |  |                        |  |  |                            |  |
|                              |   | … | …        |  |  |       |  |  |                        |  |  |                            |  |
|                              |   | … | …        |  |  |       |  |  |                        |  |  |                            |  |
| Ottone II del Monferrato     |   | … |          |  |  |       |  |  |                        |  |  |                            |  |
|                              | … | … |          |  |  |       |  |  |                        |  |  |                            |  |
|                              | … | … |          |  |  |       |  |  |                        |  |  |                            |  |
|                              | … | … |          |  |  |       |  |  |                        |  |  |                            |  |
| …                            | … |   |          |  |  |       |  |  |                        |  |  |                            |  |
|                              |   | … | …        |  |  |       |  |  |                        |  |  |                            |  |
|                              |   | … | …        |  |  |       |  |  |                        |  |  |                            |  |
|                              |   | … | …        |  |  |       |  |  |                        |  |  |                            |  |
| Waza                         |   | … |          |  |  |       |  |  |                        |  |  |                            |  |
|                              |   | … | …        |  |  |       |  |  |                        |  |  |                            |  |
|                              |   | … | …        |  |  |       |  |  |                        |  |  |                            |  |
|                              |   | … | …        |  |  |       |  |  |                        |  |  |                            |  |
| …                            |   | … |          |  |  |       |  |  |                        |  |  |                            |  |
|                              |   | … | …        |  |  |       |  |  |                        |  |  |                            |  |
|                              |   | … | …        |  |  |       |  |  |                        |  |  |                            |  |
|                              |   | … | …        |  |  |       |  |  |                        |  |  |                            |  |
|                              |   | … |          |  |  |       |  |  |                        |  |  |                            |  |